# Polímnia
Polímnia (en grec antic Πολυμνία, "la dels molts himnes"), va ser una de les nou muses, filla, com les seves vuit germanes, de Zeus i Mnemòsine.
Segons les diverses tradicions se li atribuïa la invenció de la lira i fins i tot la de l'agricultura. En aquest sentit es deia de vegades que era la mare de Triptòlem, que havia tingut amb un fill d'Ares, que tan aviat es deia Cèleu com Quimàrrous. Les seves atribucions variaven, com les de totes les muses. Se l'havia considerat musa de l'eloqüència i de la geometria. Una tradició aïllada la considera mare d'Orfeu, fruit de les seves relacions amb Eagre. Plató fa referència a una llegenda que la presenta com a mare d'Eros, l'amor.
Inspirava especialment els himnes i els ditirambes, i era representada amb una corona de perles i un rotlle de papir, amb els colzes recolzats en un pedestal i la mà sostenint-se el mentó.